# Campylium stellatum

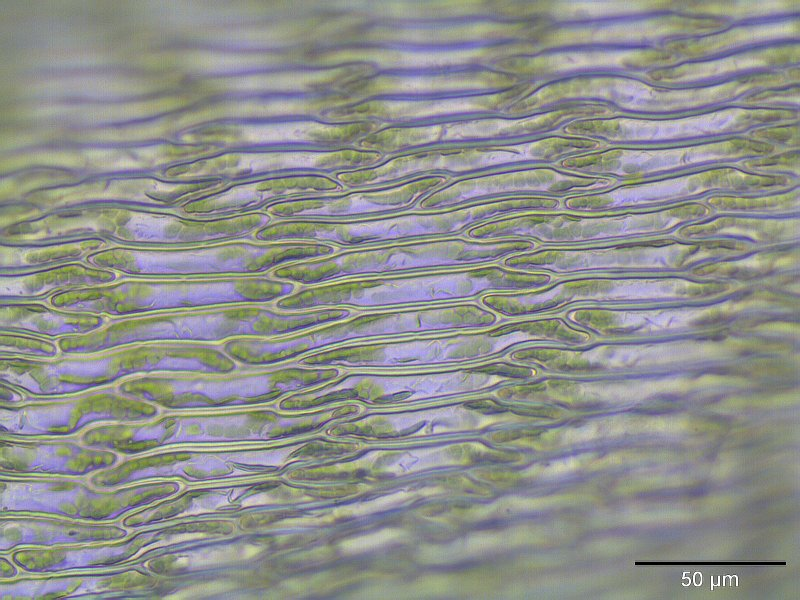
Laminazellen

Campylium stellatum ist die Bezeichnung für Moose, die in dichten gelbgrünen bis kräftig grünen Rasen wachsen.

## Erkennungsmerkmale
Ihre meist aufsteigenden Stängel sind unregelmäßig beastet. Die Blätter sind sparrig abstehend und zurückgebogen und verlaufen relativ plötzlich in eine feine Spitze. Die Blattflügelzellen bilden eine erweiterte Gruppe aus überwiegend rechteckigen, aufgeblasenen, im Alter gelblich-braun gefärbten Zellen. Eine Blattrippe ist höchstens als angedeutete, kurze Doppelrippe erkennbar. Die geschlängelte, gelbrote Seta wird bis 3,5 cm lang und trägt gekrümmte, länglich-zylindrische Kapseln, die im entleerten Zustand gefurcht erscheinen. Sporogone werden seit neuerer Zeit nur noch selten ausgebildet.

## Varietäten
Von Campylium stellatum im weiteren Sinn werden zwei Ausprägungen unterschieden, die je nach Autoren als Varietäten (var.), als Unterarten (subsp.) oder auch als eigene Arten aufgefasst werden:
- Campylium stellatum (Hedw.) C.E.O.Jensen, auch Campylium stellatum subsp. stellatum oder Campylium stellatum var. stellatum; Merkmale: Blätter weniger stark zurückgebogen, allmählich in die Spitze verschmälert
- Campylium protensum (Brid.) Kindb., auch Campylium stellatum subsp. protensum (Brid.) C.E.O.Jensen oder Campylium stellatum var. protensum (Brid.) Bryhn; Merkmale: Blätter stark zurückgebogen, plötzlich in die lange und feine Blattspitze verschmälert

## Standorte und Verbreitung
Campylium stellatum ist an kalkreichen, nassen, lichten oder halbschattigen, mesotrophen Standorten auf Erdboden, seltener auf feuchten Felsen (hier vor allem var. protensum) zu finden. Campylium stellatum var. stellatum ist schwerpunktmäßig in Kleinseggenrieden (Caricetum davallianae) und Dünentälern verbreitet. Typische Begleitmoose sind Bryum pseudotriquetrum, Cratoneuron commutatum, Drepanocladus cossonii oder Plagiomnium elatum. Das Moos ist in ganz Europa, in weiten Teilen Asiens und in Nord- und Mittelamerika verbreitet.